# Eric Holder
Eric Himpton Holder, född 21 januari 1951 i Bronx i New York, är en amerikansk demokratisk politiker. Han var USA:s justitieminister mellan 3 februari 2009 och 27 april 2015.
Holder avlade 1973 kandidatexamen i amerikansk historia vid Columbia University och 1976 juristexamen vid Columbia Law School.